# Clavulina leveillei
Clavulina leveillei é uma espécie de fungo pertencente à família Clavulinaceae.